# Ballstad
Ballstad ist ein Fischerdorf in der norwegischen Kommune Vestvågøy in der Provinz (Fylke) Nordland. Der Ort hat 860 Einwohner (Stand: 1. Januar 2024).

## Geografie
Ballstad ist ein sogenannter Tettsted, also eine Ansiedlung, die für statistische Zwecke als eine städtische Siedlung gewertet wird. Der Ort liegt auf zwei Lofoten-Inseln verteilt. Der westliche Teil des Ortes liegt auf der Insel Vestvågøya, der östliche auf der kleineren Insel Ballstadøya. Die beiden Inseln sind durch eine schmale Meerenge getrennt, in der sich der Hafen von Ballstad (Ballstad hamn) befindet. Westlich des Fischerdorfs liegen auf Vestvågøya einige Berge und Seen. Der höchste Berg ist der Skottinden mit einer Höhe von 671 moh. Auf Vestvågøya liegt einige Kilometer weiter nördlich die Stadt Leknes, das Verwaltungszentrum der Kommune Vestvågøy.

## Wirtschaft und Infrastruktur
Aus dem Norden führt auf Vestvågøya der Fylkesvei 818 nach Ballstad. In Ballstad zweigt der Fylkesvei 7604 ab, der über eine Brücke nach Ballstadøya führt. Der Fylkesvei 818 mündet einige Kilometer nördlich von Ballstad in die Europastraße 10 (E10).
In Ballstad befinden sich mehrere Fischereibetriebe, unter anderem Fabriken, in denen Fische filetiert werden, Kühlanlagen sowie Werkstätten für Fischerboote. Wirtschaftlich ist zudem der Tourismus von Bedeutung. In Ballstad werden Rorbuer an Touristen vermietet.

## Name
Ballstad wurde im Jahr 1430 als af Baldrekstadum erwähnt. Der Name setzt sich aus dem altnordischen Männernamen Baldrekr und der Nachsilbe -stad zusammen.